# InterYou
Az InterYou egy magyar pop/rockegyüttes.

## Előzmények
Az együttes két alapító tagja Talán Attila és Bakó Krisztián, akik középiskolából ismerték egymást. Mindketten erősen érdeklődtek a zene iránt, de külön együttesekben játszottak. Akkoriban Krisztián inkább a populáris vonalat képviselte mint a, The Beatles, Backstreet Boys, Bryan Adams, Attila pedig inkább a rockosabb vonalat, Guns N' Roses, Skid Row, Bon Jovi. Kezdeti próbálkozásaik, főleg akusztikus feldolgozások jelentették, aktuális kedvenceiktől, mint pl a Mcfly brit zenekar.  Később a Hooligans együttes énekese Csipa felfigyelt Krisztiánra, akire kezdetben ,session zongoristaként számított volna, azonban több saját dalát meghallgatva, valamint  a pozitív visszajelzéseket követően, inkább saját zenekarban gondolkodott és felkérte Atit. Később csatlakozott hozzájuk Dandó Ádám, akivel kialakult az InterYou együttes végleges felállása. 2009-ben Csipa közreműködésével az együttes leszerződött az EMI lemezkiadóhoz. [forrás?]

## Zenei karrier
2010. február 16-án jelent meg az együttes első videóklipje, amely az Érted éltem című dalukból készült. A videóklip, meghozta az együttesnek az országos népszerűséget.[forrás?] A klip felkerült a VIVA TV hivatalos slágerlistájára és az együttest jelölték a BRAVO OTTO-n Az év magyar felfedezettje kategóriában. 2011. május 16-án megjelent a csapat második videóklippje, Rólunk Szól címmel.

## Diszkográfia

### Kislemezek/Videóklipek
- 2010 – Érted éltem

### Slágerlistás dalok
| Év                  | Dal                | Legmagasabb helyezés | Legmagasabb helyezés   | Legmagasabb helyezés | Legmagasabb helyezés | Legmagasabb helyezés         | Legmagasabb helyezés | Album |
| Év                  | Dal                | VIVA Chart           | Mahasz Editors’ Choice | Mahasz Rádiós Top 40 | Mahasz Dance Top 40  | MAHASZ Single (track) Top 10 | EURO 200             | Album |
| ------------------- | ------------------ | -------------------- | ---------------------- | -------------------- | -------------------- | ---------------------------- | -------------------- | ----- |
| 2010                | Érted éltem        | 3                    |                        |                      |                      | 5                            |                      |       |
|                     |                    | Összesítés           |                        |                      |                      |                              |                      |       |
| 1. helyezett számok |                    |                      |                        |                      |                      |                              |                      |       |
| Top 10-be bekerült  | Top 10-be bekerült | 1                    |                        |                      |                      | 1                            |                      |       |
| Top 40-be bekerült  | Top 40-be bekerült | 1                    |                        |                      |                      | 1                            |                      |       |

## Elismerések és díjak
- 2010 – BRAVO OTTO – Az év magyar felfedezettje (jelölés)[forrás?]
- 2010 - VIVA Comet - Legjobb új előadó (jelölés)[forrás?]

## Külső hivatkozások
- az InterYou hivatalos honlapja